# Olszanka (Filipów)
Pour les articles homonymes, voir Olszanka.
Olszanka est un village de Pologne, situé dans la gmina de Filipów, dans le powiat de Suwałki, dans la voïvodie de Podlachie à l'est de la Pologne.